# Danh sách cầu thủ Giải bóng đá Ngoại hạng Anh
Dưới đây là Danh sách các cầu thủ đã có hoặc hơn 300 lần ra sân thi đấu tại Giải bóng đá ngoại hạng Anh. Thống kê tính đến ngày 24 tháng 5 năm 2015. (Cầu thủ hiện vẫn còn thi đấu được in đậm.)
| Tên                   | Quốc tịch         | Vị trí | Trận | Bàn | Câu lạc bộ                                                                                  | Năm       |
| --------------------- | ----------------- | ------ | ---- | --- | ------------------------------------------------------------------------------------------- | --------- |
| Ryan Giggs            | Wales             | TV     | 632  | 109 | Manchester United                                                                           | 1992–2014 |
| Frank Lampard         | Anh               | TV     | 609  | 177 | West Ham United, Chelsea, Manchester City                                                   | 1995–2015 |
| David James           | Anh               | TM     | 572  | 0   | Liverpool, Aston Villa, West Ham United, Manchester City, Portsmouth                        | 1992–2010 |
| Gareth Barry          | Anh               | TV     | 562  | 50  | Aston Villa, Manchester City, Everton                                                       | 1997–     |
| Gary Speed            | Wales             | TV     | 534  | 81  | Leeds United, Everton, Newcastle United, Bolton Wanderers                                   | 1992–2008 |
| Emile Heskey          | Anh               | TĐ     | 516  | 111 | Leicester City, Liverpool, Birmingham City, Wigan Athletic, Aston Villa                     | 1996–2012 |
| Rio Ferdinand         | Anh               | HV     | 514  | 11  | West Ham United, Leeds United, Manchester United, Queens Park Rangers                       | 1996–2015 |
| Mark Schwarzer        | Australia         | TM     | 510  | 0   | Middlesbrough, Fulham, Chelsea, Leicester City                                              | 1996–2016 |
| Jamie Carragher       | Anh               | HV     | 508  | 3   | Liverpool                                                                                   | 1997–2013 |
| Philip Neville        | Anh               | HV     | 505  | 9   | Manchester United, Everton                                                                  | 1995–2013 |
| Steven Gerrard        | Anh               | TV     | 504  | 120 | Liverpool                                                                                   | 1998–2015 |
| Sol Campbell          | Anh               | HV     | 503  | 20  | Tottenham Hotspur, Arsenal, Portsmouth, Newcastle United                                    | 1992–2011 |
| Paul Scholes          | Anh               | TV     | 499  | 107 | Manchester United                                                                           | 1995–2013 |
| John Terry            | Anh               | HV     | 459  | 39  | Chelsea, Aston Villa                                                                        | 1998–2018 |
| Aaron Hughes          | Bắc Ireland       | HV     | 455  | 5   | Newcastle United, Aston Villa, Fulham                                                       | 1997–2014 |
| Brad Friedel          | Hoa Kỳ            | TM     | 451  | 1   | Liverpool, Blackburn Rovers, Aston Villa, Tottenham Hotspur                                 | 1997–2015 |
| Kevin Davies          | Anh               | TĐ     | 444  | 87  | Blackburn Rovers, Southampton, Bolton Wanderers                                             | 1997–2012 |
| Shay Given            | Cộng hòa Ireland  | TM     | 443  | 0   | Blackburn Rovers, Newcastle United, Manchester City, Aston Villa                            | 1996–     |
| Alan Shearer          | Anh               | TĐ     | 441  | 260 | Blackburn Rovers, Newcastle United                                                          | 1992–2006 |
| Jussi Jääskeläinen    | Phần Lan          | TM     | 436  | 0   | Bolton Wanderers, West Ham United                                                           | 2001–2015 |
| Sylvain Distin        | Pháp              | HV     | 429  | 7   | Newcastle United, Manchester City, Portsmouth, Everton                                      | 2001–     |
| Gareth Southgate      | Anh               | HV     | 425  | 17  | Crystal Palace, Aston Villa, Middlesbrough                                                  | 1992–2006 |
| Richard Dunne         | Cộng hòa Ireland  | HV     | 421  | 10  | Everton, Manchester City, Aston Villa, Queens Park Rangers                                  | 1996–2015 |
| Michael Carrick       | Anh               | TV     | 420  | 24  | West Ham United, Tottenham Hotspur, Manchester United                                       | 1999–     |
| Teddy Sheringham      | Anh               | TĐ     | 418  | 147 | Nottingham Forest, Tottenham Hotspur, Manchester United, Portsmouth, West Ham United        | 1992–2007 |
| Danny Murphy          | Anh               | TV     | 417  | 52  | Liverpool, Charlton Athletic, Tottenham Hotspur, Fulham                                     | 1997–2012 |
| Andy Cole             | Anh               | TĐ     | 415  | 188 | Newcastle United, Manchester United, Blackburn Rovers, Fulham, Manchester City, Portsmouth  | 1993–2008 |
| Nicky Butt            | Anh               | TV     | 411  | 29  | Manchester United, Newcastle United, Birmingham City                                        | 1992–2009 |
| Wayne Rooney          | Anh               | TĐ     | 407  | 185 | Everton, Manchester United                                                                  | 2002–     |
| Gary Neville          | Anh               | HV     | 400  | 5   | Manchester United                                                                           | 1995–2011 |
| Kevin Nolan           | Anh               | TV     | 399  | 81  | Bolton Wanderers, Newcastle United, West Ham United                                         | 2001–     |
| Lee Bowyer            | Anh               | TV     | 397  | 57  | Leeds United, West Ham United, Newcastle United, West Ham United, Birmingham City           | 1996–2011 |
| Peter Crouch          | Anh               | TV     | 393  | 96  | Aston Villa, Southampton, Liverpool, Portsmouth, Tottenham Hotspur, Stoke City              | 2001–     |
| Damien Duff           | Cộng hòa Ireland  | TV     | 392  | 54  | Blackburn Rovers, Chelsea, Newcastle United, Fulham                                         | 1996–2014 |
| James Milner          | Anh               | TV     | 389  | 36  | Leeds United, Newcastle United, Aston Villa, Manchester City                                | 2002–     |
| John O'Shea           | Cộng hòa Ireland  | TV     | 389  | 13  | Manchester United, Sunderland                                                               | 2001–     |
| Ashley Cole           | Anh               | HV     | 385  | 15  | Arsenal, Chelsea                                                                            | 1999–2014 |
| George Boateng        | Hà Lan            | TV     | 382  | 17  | Coventry City, Aston Villa, Middlesbrough, Hull City                                        | 1997–2010 |
| Jermain Defoe         | Anh               | TĐ     | 397  | 128 | West Ham United, Tottenham Hotspur, Portsmouth, Sunderland                                  | 2000–     |
| Joe Cole              | Anh               | TV     | 380  | 46  | West Ham United, Chelsea, Liverpool, Aston Villa                                            | 1998–     |
| Ray Parlour           | Anh               | TV     | 379  | 21  | Arsenal, Middlesbrough                                                                      | 1992–2007 |
| Robbie Fowler         | Anh               | TĐ     | 378  | 163 | Liverpool, Leeds United, Manchester City, Blackburn Rovers                                  | 1993–2009 |
| Luke Young            | Anh               | HV     | 377  | 9   | Tottenham Hotspur, Charlton Athletic, Middlesbrough, Aston Villa, QPR                       | 1998–2013 |
| Stephen Carr          | Cộng hòa Ireland  | HV     | 377  | 8   | Tottenham Hotspur, Newcastle United, Birmingham City                                        | 1993–2011 |
| Stewart Downing       | Anh               | TV     | 377  | 36  | Middlesbrough, Aston Villa, Liverpool, West Ham United                                      | 2001–     |
| Dwight Yorke          | Trinidad & Tobago | TĐ     | 375  | 123 | Aston Villa, Manchester United, Blackburn Rovers, Birmingham City, Sunderland               | 1992–2009 |
| Tim Howard            | Hoa Kỳ            | TM     | 374  | 1   | Manchester United, Everton                                                                  | 2003–     |
| Paul Robinson         | Anh               | TM     | 372  | 1   | Leeds United, Tottenham Hotspur, Blackburn Rovers                                           | 1998–2012 |
| Nigel Martyn          | Anh               | TM     | 371  | 0   | Crystal Palace, Leeds United, Everton                                                       | 1992–2006 |
| Roy Keane             | Cộng hòa Ireland  | TV     | 366  | 39  | Nottingham Forest, Manchester United                                                        | 1992–2005 |
| David Unsworth        | Anh               | HV     | 364  | 38  | Everton, West Ham United, Portsmouth, Sheffield United, Wigan Athletic                      | 1992–2007 |
| Nicolas Anelka        | Pháp              | TĐ     | 364  | 125 | Arsenal, Liverpool, Manchester City, Bolton, Chelsea, West Bromwich Albion                  | 1996–2014 |
| Thomas Sørensen       | Đan Mạch          | TM     | 364  | 0   | Sunderland, Aston Villa, Stoke City                                                         | 1999–2015 |
| Scott Parker          | Anh               | HV     | 363  | 24  | Charlton Athletic, Chelsea, Newcastle United, West Ham United, Tottenham Hotspur, Fulham    | 1998–2014 |
| Chris Perry           | Anh               | HV     | 363  | 8   | Wimbledon, Tottenham Hotspur, Charlton Athletic                                             | 1995–2006 |
| Trevor Sinclair       | Anh               | TV     | 360  | 52  | QPR, West Ham United, Manchester City                                                       | 1993–2007 |
| Rory Delap            | Ireland           | TV     | 359  | 23  | Derby County, Southampton, Sunderland, Stoke City                                           | 1997–2013 |
| Ugo Ehiogu            | Anh               | HV     | 355  | 19  | Aston Villa, Middlesbrough                                                                  | 1992–2006 |
| Nigel Winterburn      | Anh               | HV     | 352  | 5   | Arsenal, West Ham United                                                                    | 1992–2003 |
| Steve Watson          | Anh               | TV     | 351  | 26  | Newcastle United, Aston Villa, Everton, West Bromwich Albion                                | 1993–2006 |
| Les Ferdinand         | Anh               | TĐ     | 349  | 150 | QPR, Newcastle United, Tottenham Hotspur, West Ham United, Leicester City, Bolton Wanderers | 1992–2005 |
| Robbie Keane          | Cộng hòa Ireland  | TĐ     | 349  | 125 | Coventry City, Leeds United, Tottenham Hotspur, Liverpool, West Ham, Aston Villa            | 1999–2012 |
| Robbie Savage         | Wales             | TV     | 346  | 20  | Leicester City, Birmingham City, Blackburn Rovers, Derby County                             | 1997–2008 |
| David Seaman          | Anh               | TM     | 344  | 0   | Arsenal, Manchester City                                                                    | 1992–2004 |
| Nick Barmby           | Anh               | TV     | 343  | 54  | Tottenham Hotspur, Middlesbrough, Everton, Liverpool, Leeds United, Hull City               | 1992–2010 |
| Tim Sherwood          | Anh               | TV     | 341  | 36  | Blackburn Rovers, Tottenham Hotspur, Portsmouth                                             | 1992–2003 |
| Kolo Touré            | Bờ Biển Ngà       | HV     | 339  | 11  | Arsenal, Manchester City, Liverpool                                                         | 2002–     |
| Steed Malbranque      | Pháp              | TV     | 336  | 39  | Fulham, Tottenham Hotspur, Sunderland                                                       | 2001–2011 |
| Kenny Cunningham      | Cộng hòa Ireland  | HV     | 335  | 0   | Wimbledon, Birmingham City                                                                  | 1995–2006 |
| Leighton Baines       | Anh               | HV     | 334  | 26  | Wigan Athletic, Everton                                                                     | 2005-     |
| Petr Čech             | Cộng hòa Séc      | TM     | 333  | 0   | Chelsea, Arsenal                                                                            | 2004–     |
| Hermann Hreiðarsson   | Iceland           | HV     | 332  | 15  | Crystal Palace, Wimbledon, Ipswich Town, Charlton Athletic, Portsmouth                      | 1997–2010 |
| James Beattie         | Anh               | TĐ     | 329  | 90  | Blackburn Rovers, Southampton, Everton, Stoke City, Blackpool                               | 1996–2011 |
| Jason Dodd            | Anh               | HV     | 329  | 10  | Southampton                                                                                 | 1992–2004 |
| Denis Irwin           | Cộng hòa Ireland  | HV     | 328  | 18  | Manchester United, Wolverhampton Wanderers                                                  | 1992–2004 |
| Graeme Le Saux        | Anh               | HV     | 327  | 12  | Chelsea, Blackburn Rovers, Southampton                                                      | 1992–2005 |
| Michael Owen          | Anh               | TĐ     | 326  | 150 | Liverpool, Newcastle United, Manchester United, Stoke City                                  | 1997–2013 |
| Kevin Campbell        | Anh               | TĐ     | 325  | 82  | Arsenal, Nottingham Forest, Everton, West Bromwich Albion                                   | 1992–2006 |
| Gary Kelly            | Cộng hòa Ireland  | HV     | 325  | 2   | Leeds United                                                                                | 1993–2004 |
| Gary McAllister       | Scotland          | TV     | 325  | 49  | Leeds United, Coventry City, Liverpool                                                      | 1992–2002 |
| Matthew Taylor        | Anh               | TV     | 325  | 40  | Portsmouth, Bolton Wanderers, West Ham United, Burnley                                      | 2003–     |
| Kevin Kilbane         | Ireland           | TV     | 324  | 15  | Sunderland, Everton, Wigan Athletic, Hull City                                              | 1999–2010 |
| Martin Keown          | Anh               | HV     | 323  | 4   | Everton, Arsenal                                                                            | 1992–2004 |
| William Gallas        | Pháp              | HV     | 321  | 25  | Chelsea, Arsenal, Tottenham Hotspur                                                         | 2001–2013 |
| John Arne Riise       | Na Uy             | HV     | 321  | 21  | Liverpool, Fulham                                                                           | 2001–2014 |
| Paul Konchesky        | Anh               | HV     | 321  | 8   | Charlton Athletic, Tottenham Hotspur, West Ham United, Fulham, Liverpool                    | 1998–2011 |
| Peter Atherton        | Anh               | HV     | 318  | 9   | Coventry City, Sheffield Wednesday, [[BraHVord City A.F.C.\|BraHVord City]]                 | 1992–2001 |
| Paul Telfer           | Scotland          | HV     | 318  | 7   | Coventry City, Southampton                                                                  | 1995–2005 |
| Darren Anderton       | Anh               | TV     | 317  | 38  | Tottenham Hotspur, Birmingham City                                                          | 1992–2005 |
| Sami Hyypia           | Phần Lan          | HV     | 317  | 22  | Liverpool                                                                                   | 1999–2009 |
| Wayne Bridge          | Anh               | HV     | 315  | 3   | Southampton, Chelsea, Fulham, Manchester City, West Ham United, Sunderland                  | 1998–2012 |
| Dennis Bergkamp       | Hà Lan            | TĐ     | 315  | 87  | Arsenal                                                                                     | 1995–2006 |
| Leon Osman            | Anh               | TV     | 314  | 42  | Everton                                                                                     | 2003–     |
| Edwin van der Sar     | Hà Lan            | TM     | 313  | 0   | Fulham, Manchester United                                                                   | 2001–2011 |
| Dion Dublin           | Anh               | TĐ     | 312  | 111 | Manchester United, Coventry City, Aston Villa                                               | 1992–2004 |
| Shaun Wright-Phillips | Anh               | TV     | 312  | 32  | Manchester City, Chelsea, Queens Park Rangers                                               | 2000–2013 |
| Ian Walker            | Anh               | TM     | 312  | 0   | Tottenham Hotspur, Leicester City                                                           | 1992–2004 |
| Peter Schmeichel      | Đan Mạch          | TM     | 310  | 1   | Manchester United, Aston Villa, Manchester City                                             | 1992–2003 |
| Patrick Vieira        | Pháp              | TV     | 307  | 32  | Arsenal, Manchester City                                                                    | 1996–2011 |
| Paul Ince             | Anh               | TV     | 306  | 42  | Manchester United, Liverpool, Middlesbrough, Wolverhampton Wanderers                        | 1992–2004 |
| Lee Dixon             | Anh               | HV     | 305  | 10  | Arsenal                                                                                     | 1992–2002 |
| Alan Wright           | Anh               | HV     | 304  | 5   | Blackburn Rovers, Aston Villa, Middlesbrough, Sheffield United                              | 1992–2006 |
| Gabriel Agbonlahor    | Anh               | TĐ     | 304  | 73  | Aston Villa                                                                                 | 2005–     |
| Nolberto Solano       | Peru              | TV     | 302  | 49  | Newcastle United, Aston Villa, West Ham United                                              | 1998–2008 |
| Simon Davies          | Wales             | TV     | 301  | 27  | Tottenham Hotspur, Everton, Fulham                                                          | 2000-2013 |
| Garry Flitcroft       | Anh               | TV     | 300  | 24  | Manchester City, Blackburn Rovers                                                           | 1992–2005 |
| Gavin McCann          | Anh               | TV     | 300  | 12  | Everton, Sunderland, Aston Villa, Bolton Wanderers                                          | 1997–2010 |